# بيل غرهام
بيل غرهام (بالإنجليزية: Bill Grahame)‏ هو لاعب كرة قاعدة أمريكي، ولد في 22 يوليو 1884 في أوسو في الولايات المتحدة، وتوفي في 15 فبراير 1936 في هولت في الولايات المتحدة.

## وصلات خارجية
- بيل غرهام على موقعبيزبول رفرنس.كوم (الدوري الرئيسي) (الإنجليزية)
- بيل غرهام على موقعبيزبول رفرنس.كوم (الدوري الثانوي) (الإنجليزية)